# Aprominta pannosella
Aprominta pannosella is een vlinder uit de familie dominomotten (Autostichidae). De wetenschappelijke naam is voor het eerst geldig gepubliceerd in 1906 door Rebel.
Deze vlinder komt voor in Europa.